# جيمس لين
جيمس لين (بالإنجليزية: James Lynn)‏ هو سياسي أمريكي، ولد في 12 أكتوبر 1916، وتوفي في 13 يونيو 2008. حزبياً، نشط في الحزب الديمقراطي. وقد انتخب عضو جمعية ولاية ويسكونسن.